# پروانه‌های لشکری
پروانه‌های لشکری (نام علمی: Pantoporia) نام یک سرده از زیرخانواده دریابدها است.
نام آن‌ها به دسته‌ای از ملوانان اشاره دارد که لشکر نامیده می‌شوند.